# Deutsche Beachhandball-Meisterschaften 2004
Die Deutsche Beachhandball-Meisterschaft 2004 waren die sechsten offiziellen und einschließlich dreier inoffizieller die neunten Meisterschaften im Beachhandball. Sie wurde vom Deutschen Handballbund (DHB) ausgerichtet, der das Finalturnier in Zusammenarbeit mit der Nordseeheilbad Cuxhaven GmbH unter der Federführung des TSV Altenwalde organisierte.
Die Teilnehmer der Meisterschaft qualifizierten sich dafür über eine vorgeschaltete Reihe von etwa 30 Turnieren, der DHB-Beachhandball-Masters-Serie, in der je nach Erfolgen Punkte gesammelt werden konnten. Am Ende qualifizierten sich jeweils 20 Frauen- und Männermannschaften für das Turnier am 31. Juli und 1. August des Jahres. Austragungsort war das Stadion am Meer in Cuxhaven-Duhnen. Die Vorrunden wurden in je vier Fünfergruppen für Männer und Frauen ausgetragen, die jeweils vier besten Mannschaften der Gruppen qualifizierten sich für die Achtelfinals.
Der gestiegene Stellenwert es Beachhandballs wurde auch dadurch deutlich, dass einige hochkarätige Gäste vor Ort waren. Dazu gehörten der DHB-Präsident Ulrich Strombach, der DHB-Vizepräsident für den Bereich Breitensport Albrecht Harten – zugleich Bürgermeister Cuxhavens – sowie der Erfinder des Kempa-Tricks, Bernhard Kempa.
| Frauen Details | Cuxhaven Stadion am Meer | XXS-Team Bremen    |     | MTV Wisch             | Sandgirls Dortmund       |  | Taekwondodos Auerbach     |
| Männer Details | Cuxhaven Stadion am Meer | Sand Devils Hahlen | 2:0 | Sandfüchse Tetenhusen | The Sandman’s Leverkusen |  | Blues Brothers Herrenberg |